# آن سكريبس
آن سكريبس (بالإنجليزية: Anne Scripps)‏ (18 نوفمبر 1965- 6 يناير 1994) امريكية الجنسية ووريثة شركة أي دبليو سكريبس، وهي أكبر احفاد جيمس ه. سكريبيس؛ مؤسس صحيفة ديترويت نيوز. شوهت آن من طليقها الثاني، سكوت دوغلاس، عندما كانت مقيمة بمقاطعة ويسشيسر بمنزلها في نيويورك.

## حياتها العائلية وحياتها الزوجية
آن سكريبس أو (موريل سابقا) ولدت في 18 نوفمبر 1946 والدها الكابتن جيمس هـ. سكريبس الثالث، تاجر بحري سابق. وآن سكريبس لديها أخ- جيمس الرابع- وأخت- ماري. تزوجت من انطوني موريل الذي كان يعمل سمسار اسهم في شركة ري في عام 1969 حيث بلغت سن ال23 من عمرها. تم تنظيم حفل الزفاف في فندق اس تي ريجس وقد انجبا بنتان هما ألكسندرا وآن. انتهى زواج سكريبس مع موريل بالطلاق، لكنها أحبت بناتها والهمت بهم بشكل كبير.التقت سكريبس بسكوت دوغلاس في حفل عام 1988- وهو عاطل ويعمل لحسابه الخاص رسام منزل. كلفته بطلاء منزلها، مما أدى إلى زواج الاثنين في تشرين الأول/أكتوبر. انجبت منه فيكتوريا، والتي أطلق عليها اسم توري. لم يتوافق دوغلاس مع الكساندرا وكانت ترى انه غير مناسب لوالدتها فسرعان ما تركت لهم المنزل وعاشت بمفردها.

## العنف الاسري والوفاة
لاحظن بنات ان سكريبس أن دوغلاس ثمل بشدّة وأصبح عنيفًا بشكل غير طبيعي تجاه أمّهن، وضربها علانية في مكان عام في إحدى المناسابات. وقد نصحت كلتا الابنتين والدتهما بطلب الطلاق والحصول على حكم لطرده من المنزل. في عام 1991, ذهبن أن سكريبيس وابنتها توري للإقامة مع الكساندرا. لكنها سرعان ما تراجعت عن هذا المنزل. وبدأ سكربيس وابناتيها البكر في رفع قضية بالاعتداء، وفي 6 كانون الأول/ديسمبر 1993، ذهبن إلى الحصول على حكم بطرد دوغلاس؛ لكن القاضي رفض الامر. أخبرت أن سكريبس صديقتها أنها تنام بمطرقة تحت سريرها لأن طريقة دوغلاس الجديدة للإساءة كانت إيقاظها في منتصف الليل لتخويفها.
في 31 ديسمبر، 1993، قام دوجلاس بضرب سكريبس بمطرقة أثناء نومها. ابلغت ابنة آن الشرطة في 1 كانون الثاني/يناير 1994 في الساعة 3:30 صباحا، لانها لم تتمكن من الاتصال بوالدتها أو دوغلاس. وصلت الشرطة وكسرت الباب المغلق، ووجدت أن سكريبس فاقدة الوعي في السّرير- وملائتها ملطخة بالدّم- والكلب الذي تربيه بجوارها يحاول ان يساعدها. وفي الساحة توري- التي كانت تبلغ من العمر 3 سنوات- شهدت الجريمة التي تركت جمجمة أمها مكسورة على نحو لا يمكن إصلاحها. قالت توري دوجلاس " لقد أعطى ابي امي بو-بو. أعطى امي الكثير من [بو]. لماذا ترتدي امي طلاء الحرب؟" بدأت الشّرطة على الفور في البحث عن سكوت دوجلاس. في غضون ساعات، تم العثور على سيارة دوجلاس عام 1982 على جسر تابان زي مع المطرقة الملطخة بالدماء في الداخل. وكانت السلطات قد جرفت نهر هدسون من أجله، ولكنها عملت على افتراض أنه لا يزال على قيد الحياة. وبينما كانت أن سكريبس راقدة في المستشفى، ترك زوجها الأول- أنتوني موريل- الذي كان في المراحل النهائية من تليف الكبد وكان قد أدخل إلى المستشفى بالقرب من فيلادلفيا، سريره في المستشفى ليكن بجانبها. بعد أسبوع من الحادثة - بعد يومين من توقفت السلطات عن سحب نهر هدسون لجثة دوغلاس - في 6 يناير/كانون الثاني 1994 تم ازالة أ، سكريبس من دعم الحياة وتوفيت دون استعادة الوعي. وكانت تبلغ من العمر 47 عاما. وبعد وفاتها، تم التبرع بكبدها، الذي نقل إلى زوجها السابق أنتوني موريل، لإنقاذ حياته. "تصرّفت بناتها على نحو ما عرفن أنها رغبة أمّهن"- قال ذلك محامي العائلة- "غادرت آن هذا العالم بالطريقة التي عاشت بها " بالحب والعطاء".

## التسوية
في الأيام التالية لوفاة سكريبس، قامت عائلتها بانتقاد السلطات التي سمحت لسكوت دوجلاس بالبقاء في المنزل. وقالت والدة سكريبس للصحافة «كان يمكن منع ذلك. كان يمكن لابنتي ان تبقى على قيد الحياة، لو لم يكن ذلك القاضي قد سمح له بالبقاء في المنزل. اعتقد انه مجرم».
وادعت الأسرة أن قاضي محكمة عائلة روشيل الجديدة إنغريد برازلو رفض إصدار حكم بمنع دوغلاس من الإقامة بالمنزل على الرغم من التأكيدات بأنه حاول أن يلقها من السيارة. غير أن وثائق المحاكم تبين أن هذه الادعاءات تتصل بقضية عام 1991 التي لم تكن معروضة على برازلو. ويظهر نص جلسة 6 ديسمبر أن برازلو لم يطلب منه عزل دوجلاس من المنزل. رفعت أسرة سكريبس دعوى قيمتها غرامة $11 مليون دولار ضدّ الإقليم الذي فصل بعد ذلك.
بعد مرور ثلاثة أشهر على وفاة آن سكريبس، كان هناك استراحة في القضية عندما عثر موظف بالسكك الحديدية على جثة رجل يرتدي الجينز الذي تم غسله على الشاطئ في قسم ريفرديل من برونكس. كشف الطب الشرعي عنه انه دوغلاس. وقد استقبلت عائلة سكريبس الخبر بارتياح. وقالت آن موريل «لقد كانت مفاجأة ولكن الكابوس قد انتهى». وقال الكساندرا موريل «لم يعد علينا القلق بشأن مطاردته لنا هو أو توري».
أعادت السلطات فحص النظام الذي فشل فيه أن سكريبس مما أدى إلى تغييرات في إجراءات العنف المنزلي في مقاطعة وستشستر. توفي أنطوني موريل زوج سكريبس السابق في عام 2005.

## آثار الأسرة
في 25 سبتمبر/أيلول 2009، ذكرت صحيفة هافنجتون بوست أن ابنة آن قفزت من أعلى جسر تابان زي. بعد التحقيقات عثرت السلطات على ادلة واعتقدت أن آن خرجت من سيارتها وقفزت من الجسر مساء 24 سبتمبر/أيلول. وبعد ثلاثة أيام، عثر على جثتها في نهر هدسون. وقد تم نشر محتويات مذكرة الانتحار في مقابلة أجرتها قناة ABC في 20/20، عام 2010. وذكر أصدقاء العائلة أن آن لم تتخطى جريمة قتل أمها، وأنها دخلت إلى المستشفى عدة مرات بسبب الاكتئاب الشديد. قبل وفاتها، تم الطلاق وكان لديها ابن اسمه مايكل.
في عام 2011، تم اعتقال توري - الذي كانت قد تربت في فيرمونت بعد أن تبنتها أخت أمها، ماري سكريبس كارمودي، وزوجها روبرت - في برلينجتون، فيرمونت لحيازتها الهيروين. وقد أدينت بعد ذلك بجرائم تتعلق بالمخدرات وقضت مدة في السجن. وفي عام 2018، تم اعتقال توري لحيازتها ممتلكات مسروقة بعد أن قامت بخسرقة مجوهرات والدتها المتبنية وسرقة سيارتها.